# Ebersgöns
Ebersgöns ist ein Stadtteil von Butzbach im Wetteraukreis in Hessen. Der Ort hat etwa 700 Einwohner.

## Geographische Lage und Verkehrsanbindung
Der Ort liegt im östlichen Hintertaunus im Naturpark Taunus. Auf dem Straßenweg ist Ebersgöns von Butzbach (Kernstadt) rund 8 km und von den Städten Gießen und Wetzlar jeweils knapp 20 km entfernt. Die Entfernung zur Butzbacher Innenstadt über den Radweg durch Pohl-Göns beträgt etwa 6,5 km. Des Weiteren verlaufen in der Nähe die Bundesautobahnen 5 und 45, worüber man Frankfurt am Main in etwa 45 Minuten und Hanau in etwa 50 Minuten erreichen kann.

## Geschichte

### Ortsgeschichte
In einem Vertrag, der zwischen 1197 und 1203 zwischen dem Zisterzienserkloster Arnsburg und dem Augustinerchorherrenstift Schiffenberg geschlossen wurde, wurde der Ort erstmals als Eberhartesgunesso (Göns-Ort des Eberhard) genannt.
Am 2. Juli 1776 vernichtete und beschädigte ein Großfeuer zwei Drittel des Dorfes und verbrannte außerdem Vorräte und Landarbeitsgeräte.
Im Mittelalter gehörte Ebersgöns zu den Dörfern der Grafschaft Cleeberg. Im Spätmittelalter war Ebersgöns von einem Haingraben umschlossen, der in der Mitte des 19. Jahrhunderts allerdings wieder überbaut wurde, zu dieser Zeit konnte man nur an zwei Stellen nach Ebersgöns gelangen.
Ab 1298 war ein Teil des Dorfes nassauisch. 1816 kam der Ort durch einen Tausch zum Königreich Preußen und damit zum Landkreis Wetzlar. Preußisch blieb das Dorf bis 1945.
Die Grenze zwischen Preußen (Rheinprovinz bzw. Provinz Hessen-Nassau, Kreis Wetzlar) und Hessen (Hessen-Darmstadt, Landkreis Friedberg) verlief zwischen Ebersgöns und seinen Nachbarorten Pohl-Göns und Butzbach.
1910 bekam Ebersgöns einen eigenen Bahnanschluss mit einem Streckenast der Butzbach-Licher-Eisenbahn, der später sogar bis Oberkleen verlängert wurde. Eine geplante Verlängerung der Strecke bis nach Wetzlar kam durch den verlorenen 1. Weltkrieg nicht mehr zustande. 1956 verlor die Strecke ihren Personenverkehr und 1968 den Güterverkehr. 1969 wurde die Strecke von Oberkleen bis Pohlgöns zurückgebaut.
Nach dem Zweiten Weltkrieg und der Gründung des Landes „Groß-Hessen“ gehörte Ebersgöns zunächst weiterhin zum Kreis Wetzlar. Im Zuge der Gebietsreform in Hessen übernahm die Stadt Butzbach am 1. Januar 1975 die Kassengeschäfte der Gemeinde Ebersgöns im Vorgriff auf die Eingliederung kraft Landesgesetz am 1. Januar 1977. Seitdem gehört Ebersgöns als Stadtteil von Butzbach zum Wetteraukreis. Für Ebersgöns wurde wie für die übrigen Stadtteile ein Ortsbezirk mit Ortsbeirat und Ortsvorsteher eingerichtet.
Die gegenüber Butzbach und seinen übrigen Stadtteilen unterschiedliche Geschichte spiegelt sich noch heute in vielen Details wider, beispielsweise der Zugehörigkeit zum Ortsnetz Oberkleen/Niederkleen (06447) statt Butzbach (06033). Damit ist für die Technik der sogenannten „letzten Meile“ die Deutsche Telekom in Limburg statt ihrer Niederlassung in Hanau zuständig. Ein anderes Beispiel bildet auch die kirchliche Zugehörigkeit des Ortes: Ebersgöns gehört zum katholischen Bistum Limburg, während Butzbach selbst und alle übrigen Stadtteile dem Bistum Mainz angehören. Auch die Zugehörigkeit der örtlichen evangelischen Kirchengemeinde zur Evangelischen Kirche im Rheinland unterscheidet Ebersgöns von den anderen Butzbacher Stadtteilen, die zur Evangelischen Kirche in Hessen und Nassau gehören.

### Verwaltungsgeschichte im Überblick
Die folgende Liste zeigt die Staaten und Verwaltungseinheiten, denen Ebersgöns angehört(e):
- vor 1642: Heiliges Römisches Reich, Amt Cleeberg (Kondominium: 1⁄2: Grafschaft Isenburg, 1⁄6: Leiningen-Westerburg, 1⁄6: Grafschaft Nassau, 1⁄6: Grafschaft Solms)[8]
- ab 1642: Heiliges Römisches Reich, Amt Cleeberg (Kondominium: 4⁄6: Landgrafschaft Hessen-Darmstadt, 1⁄6: Leiningen-Westerburg, 1⁄6: Grafschaft Nassau)[8]
- ab 1803: Heiliges Römisches Reich, Grafschaft Nassau-Usingen (durch Reichsdeputationshauptschluss), Amt Usingen[8]
- ab 1806: Herzogtum Nassau,[Anm. 2] Amt Usingen, ab 1810 Amt Atzbach
- ab 1816: Königreich Preußen,[Anm. 3] Regierungsbezirk Koblenz, Kreis Wetzlar[Anm. 4]
- ab 1822: Königreich Preußen, Provinz Großherzogtum Niederrhein, Regierungsbezirk Koblenz, Kreis Wetzlar[Anm. 5]
- ab 1867: Norddeutscher Bund,[Anm. 6] Königreich Preußen, Rheinprovinz, Regierungsbezirk Koblenz, Kreis Wetzlar
- ab 1871: Deutsches Reich, Königreich Preußen, Rheinprovinz, Regierungsbezirk Koblenz, Kreis Wetzlar
- ab 1918: Deutsches Reich (Weimarer Republik), Freistaat Preußen, Rheinprovinz, Regierungsbezirk Koblenz, Kreis Wetzlar
- ab 1932: Deutsches Reich, Freistaat Preußen, Hessen-Nassau, Regierungsbezirk Wiesbaden, Kreis Wetzlar
- ab 1944: Deutsches Reich, Freistaat Preußen, Provinz Nassau, Kreis Wetzlar
- ab 1945: Amerikanische Besatzungszone,[Anm. 7] Groß-Hessen, Regierungsbezirk Wiesbaden, Kreis Wetzlar
- ab 1949: Bundesrepublik Deutschland, Land Hessen, Regierungsbezirk Wiesbaden, Kreis Wetzlar
- ab 1968: Bundesrepublik Deutschland, Land Hessen, Regierungsbezirk Darmstadt, Kreis Wetzlar
- ab 1977: Bundesrepublik Deutschland, Land Hessen, Regierungsbezirk Darmstadt, Wetteraukreis

### Einwohnerentwicklung
| • 1791: | 280 Einwohner |
| • 1800: | 280 Einwohner |

| Ebersgöns: Einwohnerzahlen von 1781 bis 2022 | Ebersgöns: Einwohnerzahlen von 1781 bis 2022 | Ebersgöns: Einwohnerzahlen von 1781 bis 2022 | Ebersgöns: Einwohnerzahlen von 1781 bis 2022 | Ebersgöns: Einwohnerzahlen von 1781 bis 2022 |
| --- | -------------------------------------------- | -------------------------------------------- | -------------------------------------------- | -------------------------------------------- |
| Jahr |                                              |                                              |                                              | Einwohner                                    |
| 1781 | 1781                                         |                                              | 280                                          | 280                                          |
| 1800 | 1800                                         |                                              | 280                                          | 280                                          |
| 1834 | 1834                                         |                                              | 356                                          | 356                                          |
| 1840 | 1840                                         |                                              | 377                                          | 377                                          |
| 1846 | 1846                                         |                                              | 424                                          | 424                                          |
| 1852 | 1852                                         |                                              | 380                                          | 380                                          |
| 1858 | 1858                                         |                                              | 367                                          | 367                                          |
| 1864 | 1864                                         |                                              | 381                                          | 381                                          |
| 1871 | 1871                                         |                                              | 372                                          | 372                                          |
| 1875 | 1875                                         |                                              | 352                                          | 352                                          |
| 1885 | 1885                                         |                                              | 322                                          | 322                                          |
| 1895 | 1895                                         |                                              | 348                                          | 348                                          |
| 1905 | 1905                                         |                                              | 365                                          | 365                                          |
| 1910 | 1910                                         |                                              | 401                                          | 401                                          |
| 1925 | 1925                                         |                                              | 447                                          | 447                                          |
| 1939 | 1939                                         |                                              | 420                                          | 420                                          |
| 1946 | 1946                                         |                                              | 608                                          | 608                                          |
| 1950 | 1950                                         |                                              | 665                                          | 665                                          |
| 1956 | 1956                                         |                                              | 592                                          | 592                                          |
| 1961 | 1961                                         |                                              | 597                                          | 597                                          |
| 1967 | 1967                                         |                                              | 643                                          | 643                                          |
| 1970 | 1970                                         |                                              | 647                                          | 647                                          |
| 1980 | 1980                                         |                                              | ?                                            | ?                                            |
| 1990 | 1990                                         |                                              | ?                                            | ?                                            |
| 2005 | 2005                                         |                                              | 763                                          | 763                                          |
| 2010 | 2010                                         |                                              | 723                                          | 723                                          |
| 2011 | 2011                                         |                                              | 690                                          | 690                                          |
| 2015 | 2015                                         |                                              | 696                                          | 696                                          |
| 2022 | 2022                                         |                                              | 782                                          | 782                                          |
| Datenquelle: Historisches Gemeindeverzeichnis für Hessen: Die Bevölkerung der Gemeinden 1834 bis 1967. Wiesbaden: Hessisches Statistisches Landesamt, 1968. Weitere Quellen: LAGIS; 2005–2015; 2022 |                                              |                                              |                                              |                                              |

### Religionszugehörigkeit
| • 1830: | 343 evangelische, 13 jüdische Einwohner                             |
| • 1961: | 458 evangelische (= 76,72 %), 133 katholische (= 22,28 %) Einwohner |

## Politik

### Ortsbeirat
Bei der Kommunalwahl am 27. März 2016 wurden gewählt:
- Andreas Wilhelm
- Klaus Hübner
- Rolf Nauert
- Daniela Wilhelm
- Stefan Höchst

Zum Vorsitzenden des Ortsbeirates wurde Andreas Wilhelm gewählt.
Bei der Kommunalwahl am 14. März 2021 wurden gewählt:
- Klaus Hübner
- Rolf Nauert
- Stefan Höchst
- Alexander Christoph Weiß
- Michael Schlag

Zum Vorsitzenden des Ortsbeirates wurde Klaus Hübner gewählt.
In der Sitzung des Ortsbeirates vom 27. April 2022 wurde Stefan Höchst zum neuen Vorsitzenden des Ortsbeirates gewählt, nachdem Klaus Hübner mit Wirkung zum 11. April 2022 zurückgetreten war.
Nachdem Michael Schlag sein Mandat im Ortsbeirat Butzbach-Ebersgöns niedergelegt hatte, rückte im März 2023 gem. §34 Abs. 1 Kommunalwahlgesetz Herr Christoph Höchst für die Gemeinsame Liste Ebersgöns (GLE) als nächster, noch nicht berufener, Bewerber in das Amt eines Ortsbeiratesmitglieds nach.

## Vereinsleben und gesellschaftliches Miteinander

### Vereinsring
Im Vereinsring Ebersgöns sind alle Vereine und Interessengruppen der Gemeinde organisiert. Sie organisieren gemeinsam z. B. den jährlichen Weihnachtsmarkt und stimmen untereinander die Aktivitäten der Vereine ab.
Vorsitzender des Vereinsrings Ebersgöns ist Alexander Christoph Weiß.
Mitglieder sind:
- Förderverein der Freiwilligen Feuerwehr Ebersgöns e. V.
- SC Hoch + Weit
- Laienspielschar Ebersgöns 1947 e. V.
- Schützenverein 1924 Ebersgöns e. V.
- TSV 1919 Ebersgöns e. V.
- Verein zur Förderung der Gemeindearbeit in der Evangelischen Kirchengemeinde Ebersgöns e. V.
- NABU e. V. Ortsgruppe Ebersgöns
- Ebersgönser Backhausverein e. V.
- Ewerschgieser Hoingkmänner
- Ortsbeirat Ebersgöns

Die Mitglieder werden in den Sitzungen des Vereinsrings durch jeweils einen Vertreter / eine Vertreterin repräsentiert.
Der Vereinsring Ebersgöns ist selbst auch Mitglied im Vereinsring der Stadt Butzbach und wird dort durch Alexander Christoph Weiß als Ortsteilvertreter im erweiterten Vorstand repräsentiert.

## Kultur und Sehenswürdigkeiten

### Bauwerke
- Verschiedene Fachwerkhäuser im historischen Dorfkern
- Backhaus von 1684
- Evangelische Kirche aus dem 13. Jahrhundert, 1772 erweitert und barockisiert

### Sport
Seit 1919 gibt es den TSV Ebersgöns. Er bietet diverse Sportarten (unter anderem Floorball) an und veranstaltet außerdem jedes Jahr mehrere Freizeiten für Jugendliche.

### Laienspielschar
Die Laienspielschar Ebersgöns existiert seit 1947 und bietet Interessierten aus der Umgebung jedes Jahr mindestens ein lustiges Theaterstück.
2001 erhielt die Laienspielschar den Kulturpreis der Stadt Butzbach.